# Bramevaque
Bramevaque  ist eine französische Gemeinde mit 30 Einwohnern (Stand 1. Januar 2022) im Département Hautes-Pyrénées in der Region Okzitanien (zuvor Midi-Pyrénées). Sie gehört zum Arrondissement Bagnères-de-Bigorre und zum Kanton La Vallée de la Barousse.

## Geographie
Bramevaque liegt rund 49 Kilometer südöstlich der Stadt Tarbes im Osten des Départements Hautes-Pyrénées. Die Gemeinde besteht aus dem Dorf Bramevaque sowie wenigen Häusergruppen. Weite Teile der Gemeinde sind Bergland und bewaldet. Die Ourse durchzieht die Gemeinde nordwärts und bildet teilweise die östliche Gemeindegrenze. Der höchste Punkt der Gemeinde ist nahe dem Tourroc. Verkehrstechnisch liegt die Gemeinde an der D131.
Nachbargemeinden von Bramevaque sind Sacoué im Norden, Gembrie im Nordosten, Troubat im Osten, Mauléon-Barousse im Süden, sowie Ourde im Westen.

## Geschichte
Der Ort wurde als Bramavaca namentlich erstmals um die Jahre 1235/1236 in den Urkunden von Bonnefont erwähnt. Im Mittelalter lag der Ort innerhalb der Grafschaft Barousse in der Region Armagnac, die wiederum ein Teil der Provinz Gascogne war. Die Gemeinde gehörte von 1793 bis 1801 zum District La Barthe. Zudem lag Bramevaque von 1793 bis 2015 im Kanton Mauléon-Barousse. Die Gemeinde ist seit 1801 dem Arrondissement Bagnères-de-Bigorre zugeteilt.

## Bevölkerungsentwicklung
| Jahr      | 1962 | 1968 | 1975 | 1982 | 1990 | 1999 | 2014 | 2020 |
| Einwohner | 36   | 36   | 23   | 31   | 23   | 23   | 39   | 31   |

## Sehenswürdigkeiten
- Burgruine der Grafen von Comminges, seit 1950 Monument historique[1][2]
- Kirche Saint-Barthélémy aus dem 12. Jahrhundert, seit 1989 Monument historique[3]
- Kirchenglocke aus dem 16. Jahrhundert, seit 1907 Monument historique[4]
- Grabplatte auf dem Friedhof, seit 1977 Monument historique[5]
- Denkmal für die Gefallenen[6]
- Lavoir (Waschhaus)
- ein Wegkreuz an der Dorfstraße

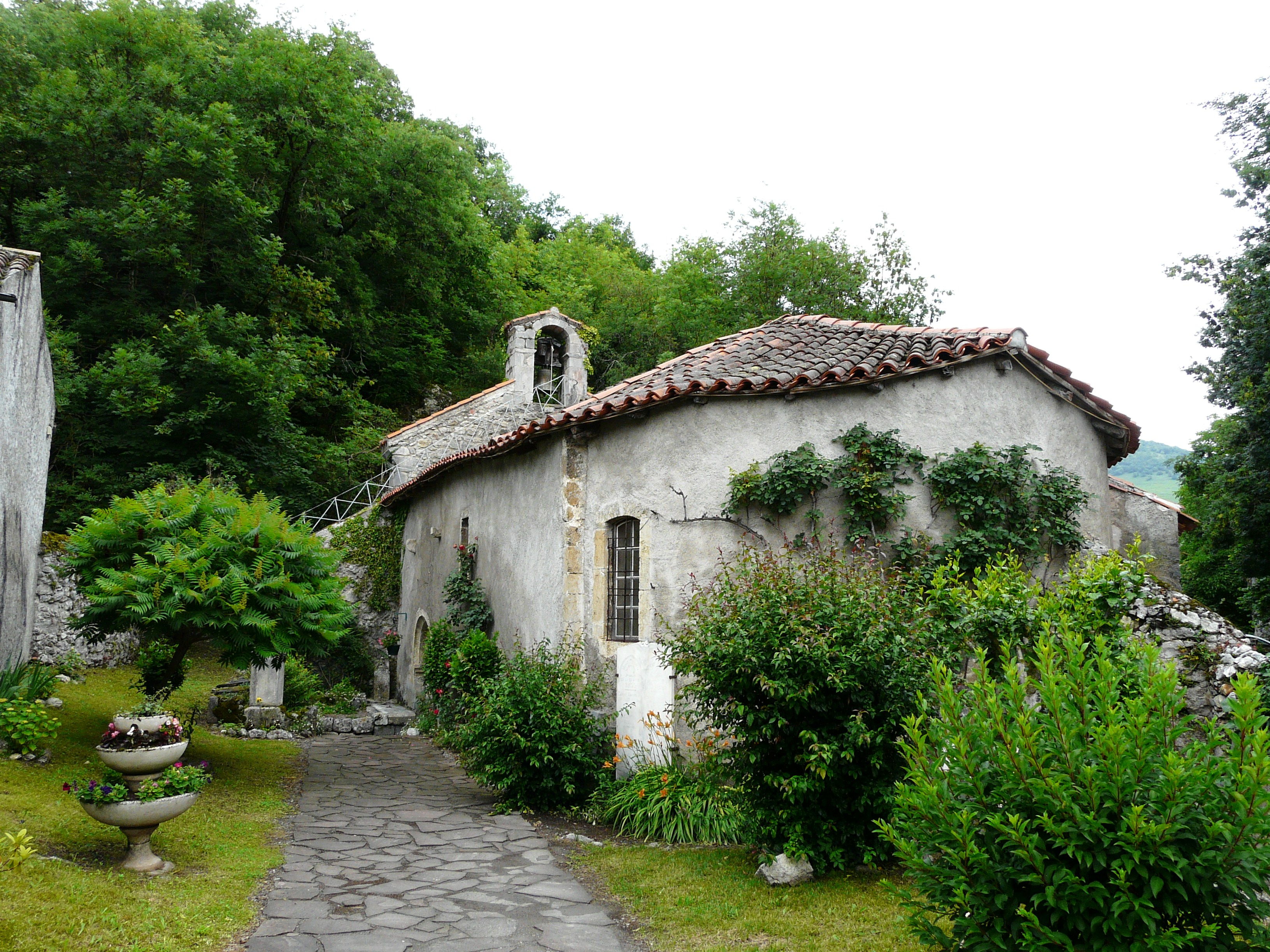
Kirche Saint-Barthélémy
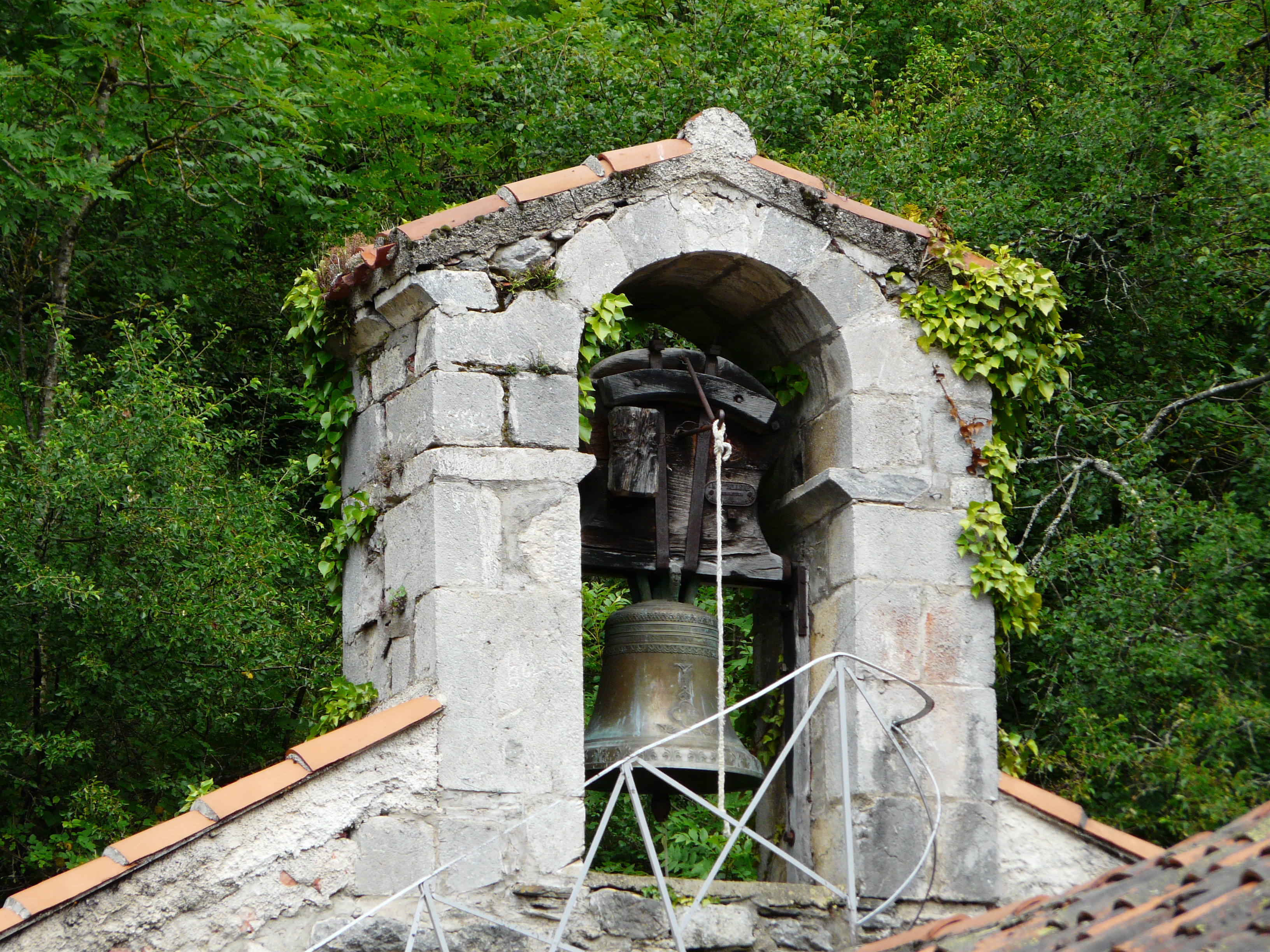
Kirchenglocke aus dem 16. Jahrhundert
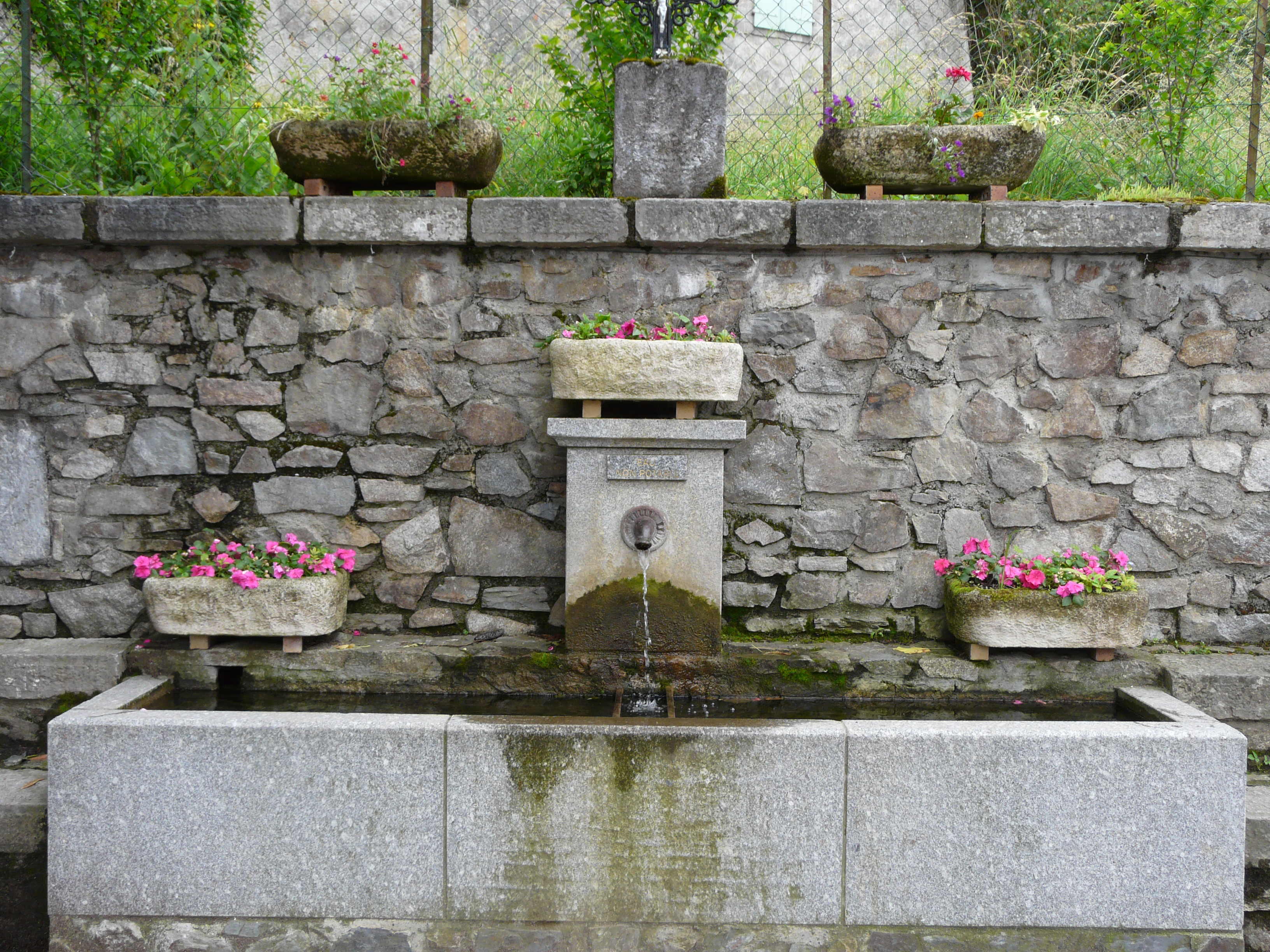
Brunnen in Bramevaque
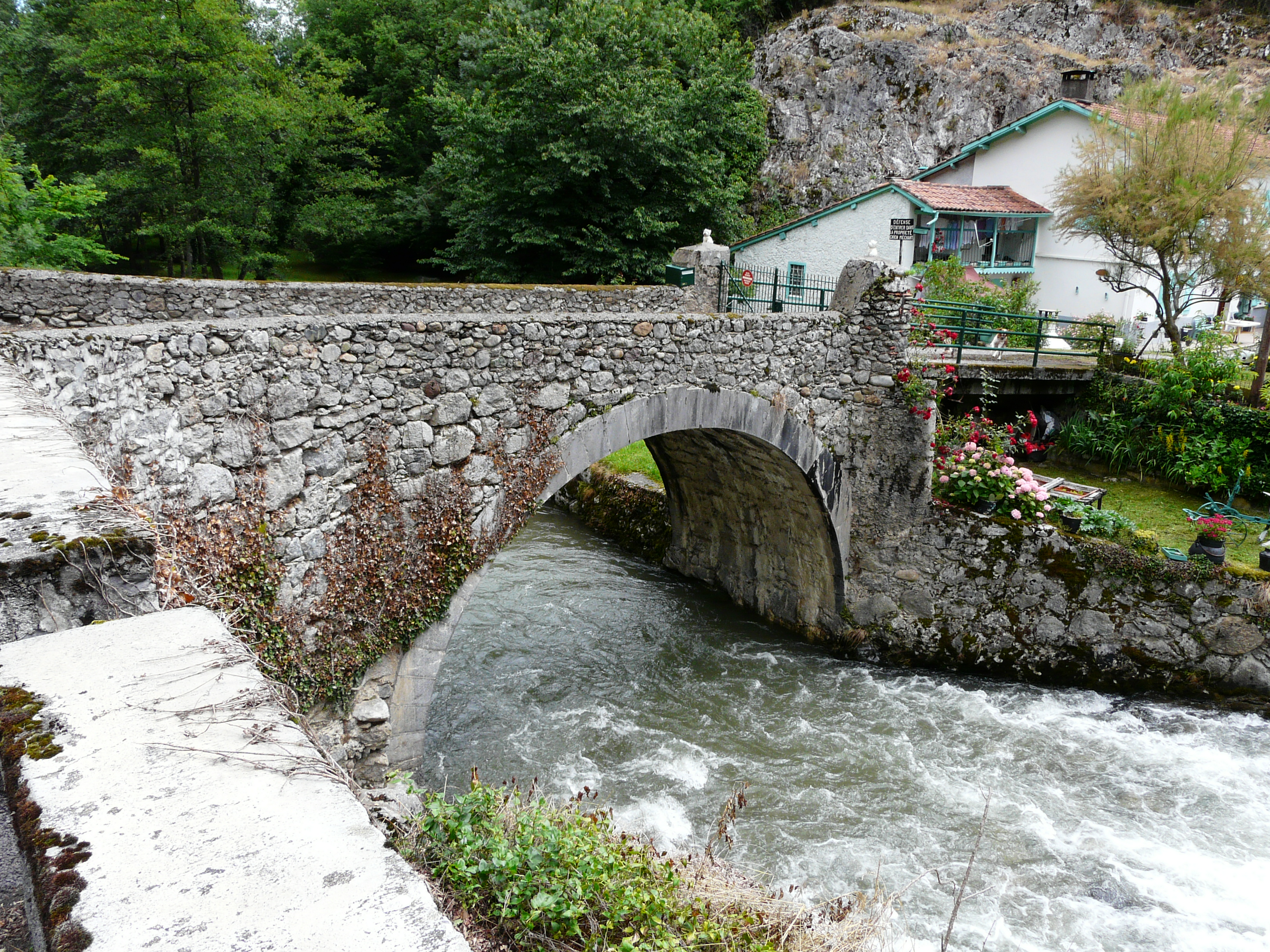
Kleine Brücke über die Ourse
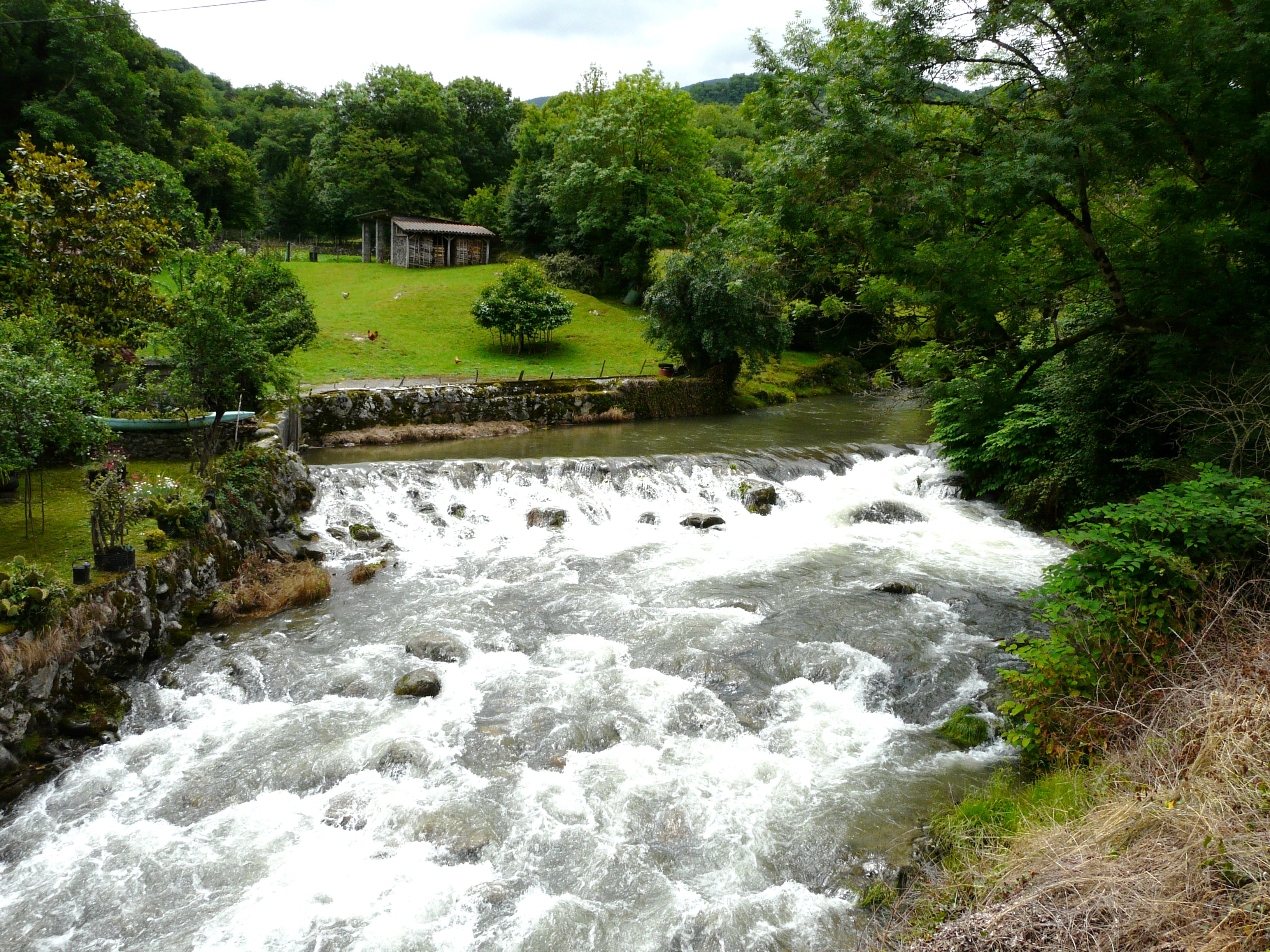
Schwelle an der Ourse
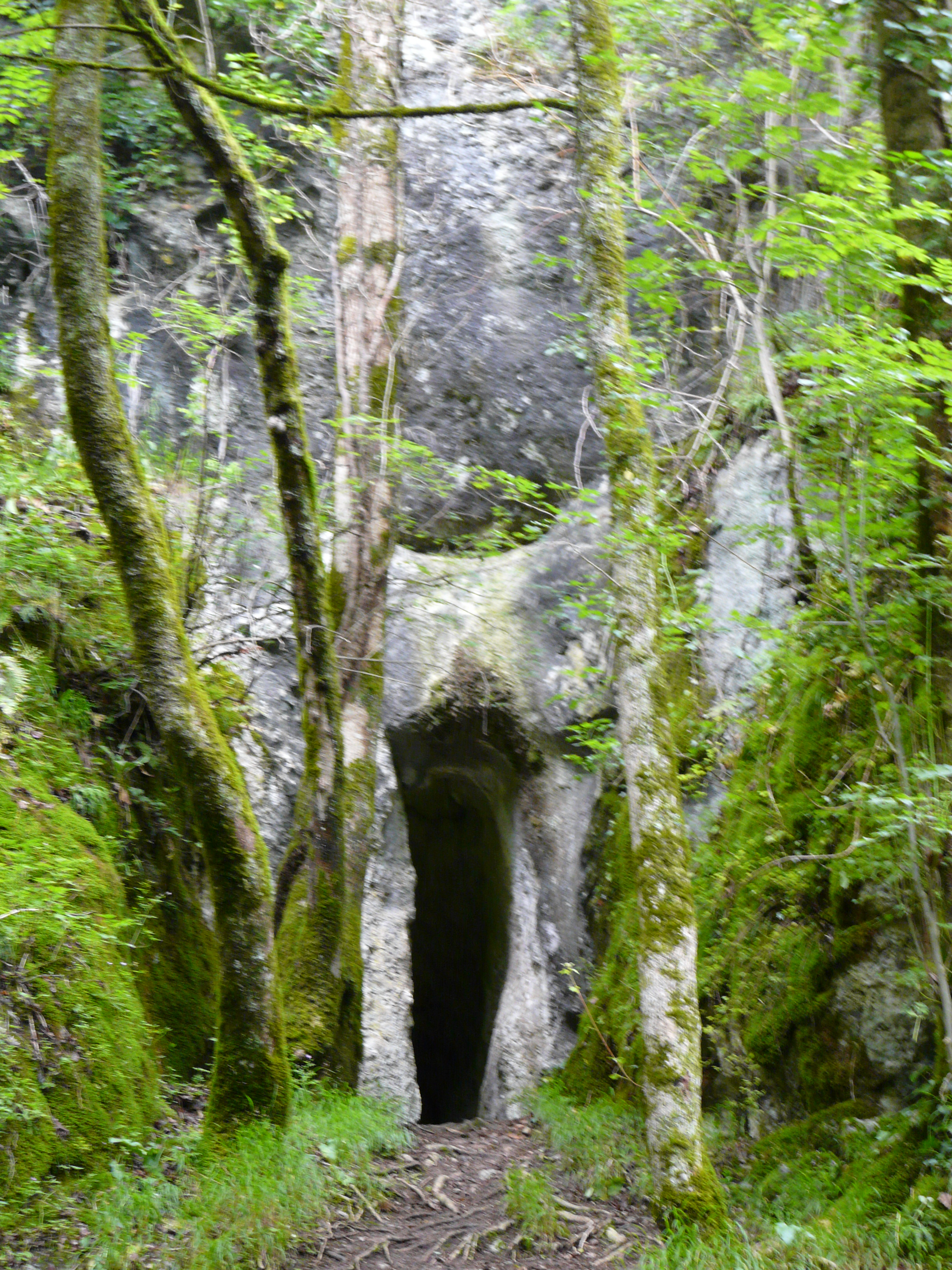
Grotte nahe der Burgruine
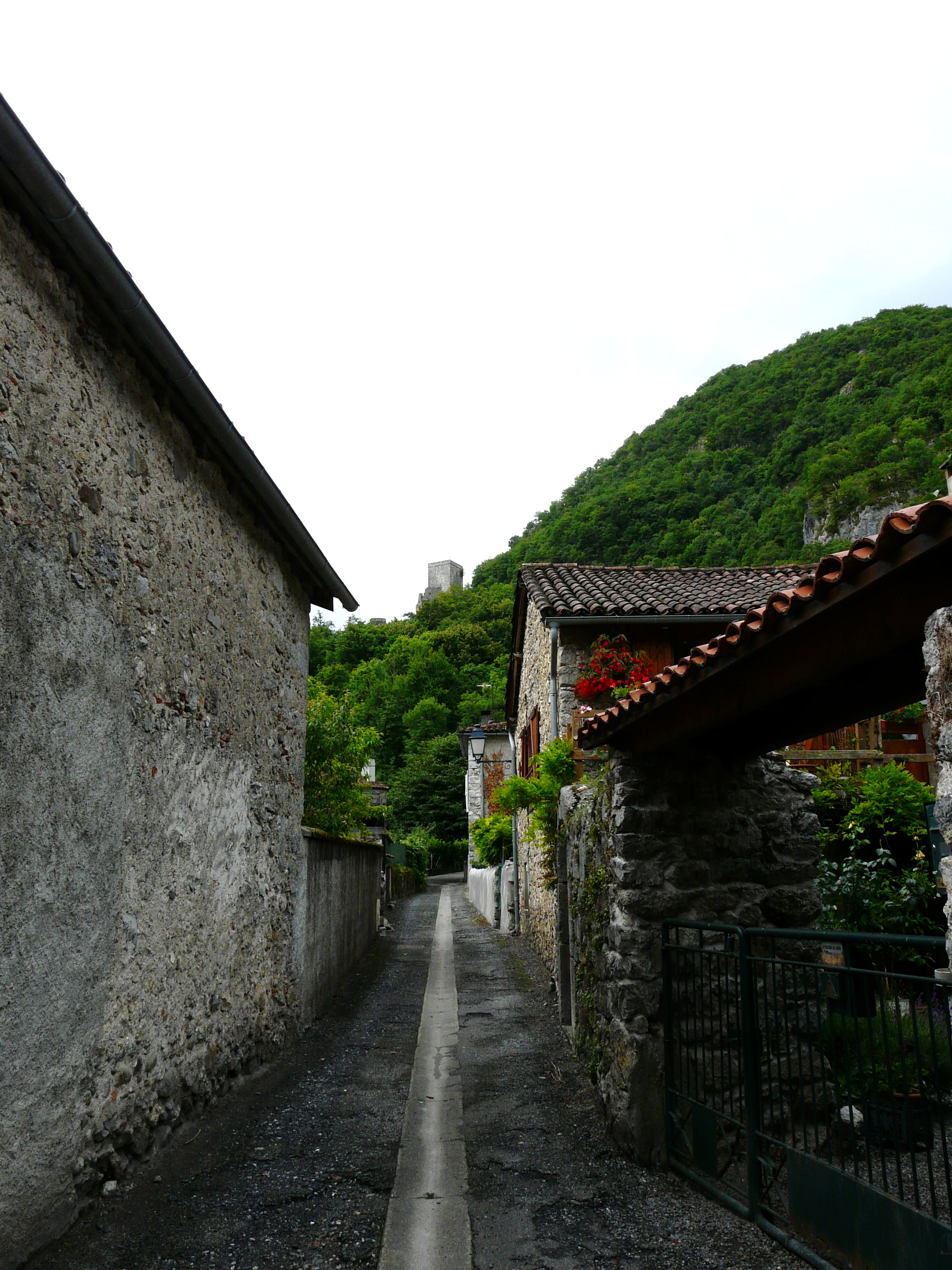
Gasse in Bramevaque

## Persönlichkeiten
- Gauthier du Fossat, Seigneur de Bramevaque (13. Jahrhundert)